# Incilius alvarius
Az Incilius alvarius (coloradói folyami varangy) a kétéltűek (Amphibia) osztályába a békák (Anura) rendjébe és a varangyfélék (Bufonidae) családjába tartozó faj.  A bőre pszichoaktív drogokat tud termelni (5-MeO-DMT, bufotenin).

## Előfordulása
Az Amerikai Egyesült Államok délnyugati és Mexikó északi részén honos. A sivatagban és a folyók közelében egyaránt jól érzi magát.

## Megjelenése
Testhossza a 10-18 centimétert is elérheti. Színe olívbarna vagy sötétzöld.
|  |

## Életmódja
Falánk ragadozó, megeszik mindent, ami a nagyságához képest elejthető. Rovarokkal, apró emlősökkel és hüllőkkel táplálkozik, de más varangyfajokat is eszik.